# Радченко Микола Іванович
Радченко Микола Іванович (1(13) грудня 1867, м. Конотоп — 10 вересня 1922, Київ) — член Головної комісії у справах виборів до Українських установчих зборів (1917—1918), Генеральний суддя УНР (1918), сенатор Державного Сенату Української Держави (1918), порядкуючий Найвищого Суду УНР (1919).
Закінчив 1896 юридичний факультет Київського університету. Служив секретарем у Київській судовій палаті, а згодом помічником секретаря, помічником старшого нотаріуса, старшим нотаріусом Київського окружного суду. В 1907—17 — член Київського окружного суду. Входив до складу Київського юридичного товариства.
Після повалення російського самодержавства був одним з фундаторів і членом президії Українського правничого товариства в Києві. В червні 1917 брав участь у З'їзді українських правників, був обраний до складу Крайового судового комітету, утвореного з метою підтримання зв'язків між Українською Центральною Радою і місцевими судовими установами. З листопада 1917 — голова Київської і член Головної комісії у справах виборів до Українських установчих зборів. 15.1 1918 обраний суддею Генерального суду УНР.
За Української Держави 1918 продовжував працювати в Генеральному суді, а з липня 1918 — у Державному Сенаті Української Держави. Входив до складу утвореної у грудні 1918 правничої секції Українського наукового товариства.
В січні 1919 урядом Директорії УНР був призначений порядкуючим Найвищого суду УНР.
Після встановлення у Києві радянської влади зосередився на науковій роботі, увійшов до складу Правничо-термінологічної комісії ВУАН, очолюваної О. І. Левицьким; 28 квітня 1919 обраний заступником голови цієї Комісії. З перепідпорядкуванням Комісії Інститові української наукової мови УАН (ВУАН) став керівником правничої секції цього інституту. Під його керівництвом було зібрано основний матеріал до «Російсько-українського словника правничої мови» (опубл. 1926).